# 囲碁用語一覧
囲碁用語一覧（いごようごいちらん）では、囲碁に関する用語のうち既に記事のあるもの、及び記事の書かれる予定のものをまとめている。囲碁用語は「トビ」「ノゾキ」「ケイマ」などのように、カタカナで表記されることが一般的である。

## あ行
- 青い - 最善手。Lizzieが最善手を青で表示することからプロ棋士の間で使われるようになった[1]。
- アキ隅 - 文字通り、まだどちらの石も着手されていない、空いている隅。
- アゲハマ
- 味 - 今すぐに問題はなくとも、周囲に相手の石が来ると厳しい手段が発生するようなやや危険な形を「味が悪い」と表現する。またこうした危険を残さない確実な手を「味のよい手」などと呼ぶ。
- アタリ
- 厚み
- アテ
- アテコミ
- アテツケ
- アマシ - 先に地を稼ぎ、敵の攻撃をうまくかわして勝ちに持っていく打ち方。
- 荒らし
- 囲碁
  - 囲碁の歴史
- 囲碁九品
- 囲碁殿堂
- 石 - 碁石そのものを指す他、盤上に打たれた碁石（の一団）を指すこともある。「重い石」「眼のない石」などと使われる。
- 石の下
- 一合マス
- 一間トビ
- 薄い - 相手の石が来ると、連絡が切れやすい・眼形に乏しい形。またこのような形を守る手を「（手）厚い手」と呼ぶ場合がある。
- 打ち込み
- ウチカキ
- 打ち過ぎ - 強引過ぎ、稼ぎ過ぎなど、無理のある着手のこと。
- 打ち回す - 思い通りに作戦を展開し、要所要所を占めること。
- ウッテガエシ
- エグリ - 急所に打ち込み、相手の根拠を奪うような手。
- オイオトシ
- 王座
- 大ザル
- 大ゲイマ
- 大高目
- 大目ハズシ
- オキ
- 置き碁
- オサエ
- オサマリ - 「治まり」とも。完全ではないが、だいたい眼を持って急には攻められない形になること。
- オシ
- オシツブシ
- 重い - 捨てにくく、負担になりそうな石の一団、あるいはそのような石を作るような打ち方。

## か行
- カカリ
- 確定地
- カケ
- 欠け眼
- 欠け眼生き
- カス石 - 取られても大勢に影響しない石のこと。
- 形
- 肩ツキ
- カナメ石 - 相手を切断している石など、取られると不利をもたらす石のこと。
- 亀の甲 - 二子を打ち抜いた、抜き跡の形。
- 辛い - 地をしっかり稼ぐ打ち方を表現した言葉。
- カラミ
- 軽い - ある一団の石が捨てやすく、どうにでもサバけるような状態。また、そのような打ち方。
- 関西棋院
- 緩着 - 追及するチャンスを逃すような、相手にほとんど響かない手。「ぬるい手」とも表現される。
- 利かし
- 利き
- 棋士
- 棋聖
- 棋戦
- 棋譜
- 急場
- キリ
- キリチガイ
- 切り賃
- 棋力
- 愚形
- グズミ
- 腐る - 相手の強い石にくっつくなどして、石の働きを失うこと。
- 形勢判断
- ケイマ
- 消し
- ゲタ
- 碁石
- コウ
- 小ザル
- コスミ
- コスミツケ
- 碁聖
- 後手
- 五ノ五
- 碁盤
- 細かい - 形勢が終盤になっても接近していることを指す。
- コミ
- 小目
- 根拠 - 封鎖されても、中だけで十分生きられるような状態を「根拠がある」と表現する。逆に、封鎖されると眼形に乏しい状態を「根拠がない」と表現する。

## さ行
- サガリ
- サシコミ
- サバキ
- サルスベリ
- 三々
- 三連星
- 地
- 死活
- 持碁
- シチョウ
- シノギ
- シボリ
- シマリ
- 純碁
- じんましん - AIでも有力候補が瞬時に出せない状態。Lizzierでの検討において全探索モードの表示が蕁麻疹に見えることから[1]。
- 定先
- 定石
- 女流棋士
- 筋
- スソアキ - 模様の下方が空いていて、相手から侵入の余地がある状態。
- 捨て石
- スベリ
- 隅 - 碁盤のカドに近い部分。
- 隅の板六
- 隅のマガリ四目
- 整地
- セキ
- 攻め
- 攻め合い
- 競り合い
- 先手
- 相場 - 着手や一段落した形が、ほぼ妥当と見なせること。

## た行
- 対局時計
- ダイレクト三々
- 互先
- 高目
- タケフ
- タタキ
- ダメ
- ダメヅマリ
- 段級位制
- 着手
- 中押し（勝ち）
- 挑戦手合制
- ツギ
- ツキアタリ
- 作り碁
- 作る - 終局時に行う整地の作業について。
- ツケ
- ツケコシ
- ツケノビ
- ツブレ - 大石が死ぬなど、壊滅状態になること。
- ツメ - 相手の石の辺への発展を妨げ、詰め寄って行く手のこと。
- 詰碁
- 手入れ - 一手打つことで、自陣の欠陥を補うこと。
- 手筋
- 鉄柱 - 第4線の石から3線に向けてサガる、堅い形。
- 手止まり - 最後に残った大どころ、好点のこと。
- 手抜き
- 手割り
- 天元
- 投了
- トビ
- トビコミ
- トビツケ
- 取らず三目
- トリカケ - 相手の石を殺しに行くこと。
- 取り切る - 一手かけて、まだ動き出す余地のある相手の石を完全に制圧すること。
- 取る - 相手の石を殺すこと。また、石を打ち抜いて盤上から取り上げること。

## な行
- ナカデ
- ナダレ
- ナラビ
- ニギリ
- 日本棋院
- 入神
- 入品
- ネット碁
- ヌキ
- ノゾキ
- ノビ

## は行
- ハイ
- 敗着 - 負ける原因となった着手のこと。
- バカ八
- ハザマ
- ハサミ
- ハサミツケ
- ハナヅケ
- 花五・花六 - ナカデを参照
- ハネ
- ハマ（アゲハマ）
- ハメ手
- 半目勝負
- ヒラキ
- ヒラキヅメ
- 封じ手
- 布石
- 含み
- フリカワリ
- 辺 - 碁盤の辺に近い場所。多くは四線より低い位置を指す。
- ボウシ
- ホウリコミ
- ポカ：うっかりミスのこと。
- 星
- 本因坊
- 本手
- ポン抜き：一子を打ち抜くこと。またその形。

## ま行
- マガリ
- マガリ四目 - 隅のマガリ四目
- マクリ
- マネ碁
- 見合い
- 見合い計算
- 緑 - 最善手の次に良い手。Lizzieが第二候補を緑で表示することからプロ棋士の間で使われるようになった[1]。
- 眼
- 名人
- 目 - 「もく」と読む。地の数や、碁石の数を数える語。「3目勝つ」、「2目置く」など。ただし、置石の場合、「子」と書いて「もく」と読ませることもある。
- 目算
- 目ハズシ
- モタレ
- 持ち込み - 相手の地中に打ち込んだ石がそっくり取られ、丸損となること。
- 模様

## や行
- ユルミシチョウ
- ヨセ

## ら行
- 連絡
- 六死八活

## わ行
- ワカレ - 一段落した形。「互角のワカレ」「やや黒有利のワカレ」などと用いる。
- ワタリ
- ワリウチ
- ワリコミ